# Talensac
Talensac (Talanczac en galo, Talenseg en bretón) es un municipio francés, situado en el departamento de Ille-et-Vilaine y la región de Bretaña. 

## Geografía
Situado a 20 km al oeste de Rennes en el perímetro de la segunda corona de Rennes, Talensac está cruzado del oeste al este por arroyos de Guilleumoux y de los Bignons que forman la Barillans, el Serein y el Rohuel luego la Chèze que son todos afluentes del Meu. Está adosada al noroeste por el bosque de Montfort-sur-Meu. El municipio se extiende en 2161 hectáreas en los cuales 174 hectáreas de bosque con una población de 2100 habitantes.
Talensac está formado de las aldeas siguientes: 
- Crabassou
- Trénube

## Historia
Desde 1803, Talensac era una parroquia independiente que tenía también el pueblo de Le Verger. La primera iglesia fue reemplazado y restaurado en alrededor de 1703. Pero, esta iglesia, dedicada a Saint-Anne fue devastada por un incendio en junio de 1872. Otra iglesia fue construida (la iglesia actual), fue consagrada en 1882 por el arzobispo de la época.
Judicael y Erispoe, los reyes de Bretaña, tenían en Talensac una vivienda del siglo VII y IX. Erispoe vivió en el pueblo del Châtellier al borde de la carretera de Breteil. Esta fortificación está protegida porque tenía cunetas o fosos.
El 2 de noviembre de 857, está asesinado en la iglesia de Talensac por Salomón de Bretaña, primo hermano que no quería que la hija de Erispoe se casa con el hijo de Carlos el Calvo. Habría puesto en peligro las tierras de Salomón y la independencia de Bretaña frente a la Francia Occidental, y todas las posibilidades de Salomón acceder al trono de Bretaña.
En 1152, la esposa de Guillermo I de Montfort, dio a los monjes de la abadía Saint-Jacques de Montfort, los impuestos de Talensac y el molino de la ciudad. El hijo de Guillermo I y de Amice de Porhoët, Godefroy de Montfort, les lega "le pré au Comte" en 1171.
Alrededor de 1372, parece que le castillo del Châtellier, propiedad de la familia Bintin, fuera devastado.
En 1697, Jeanne-Françoise de Massuel, señora del Bois-de-Bintin, se casa en Talensac el señor de Belin, Mathurin Lesné.
Su esposa y sí mismo vivían en el castillo de la Bédoyère, una mansión imponente del siglo XVII
El castillo, mal preservado de los vicios del tiempo por los diferentes propietarios, fue demolido alrededor de 1920.

## El Grès de Saint-Méen
En el bosque de Montfort-sur-Meu, en la parte llamada Le bois de Saint-Lazare, se puede ver al pie de un antiguo roble, el menhir del Grès de Saint-Méen. Este menhir está registrado como Monumento Histórico.
Según la leyenda, Saint-Méen habría erigido la ciudad de Talensac. Dos historias a propósito de esta leyenda existen.
La primera dice que Saint-Méen viajaba con sus discípulos y que vio una colina cubierta de vegetaciones cerca de las orillas del Meu. Le gustó el paisaje y decidió quedarse algunos días en estos lugares. Después haber cruzado un vado, dijo a sus monjes, lanzando el hacha que tenía en la mano: "dónde la hacha se caerá, Méen se construirá". Y la hacha se caigo dónde está la iglesia actual de Talensac. Saint-Méen manteño su palabra y deslució, con la ayuda de sus compañeros, un espacio bastante grande para construir una capilla y algunos refugios para sí mismo y sus apóstoles. Predicajó luego la buena palabra a los paganos vecinos. Algunas personas escucharon su voz y vinieron instalarse alrededor de la capilla. Según esta primera versión, es así que Talensac se desarrolla.
La segunda versión relata que el Grès Saint-Méen era un menhir volcado con huellas de cúpulas en su lado inferior. En el siglo VI, después haber afilado su hacha en esta piedra, Saint-Méen habría dicho a sus discípulos "dónde la hacha se caerá, Méen se construirá". Construió la iglesia de Talensac, 1200m más lejos, dónde la hacha se caigo. Según esta misma versión, la piedra servía de mesa de altar para la inmolación de las víctimas humanas. Saint-Méen fue atacado por uno de su anciano discípulo. Consiguió en evitar todos los golpes de su apóstol infiel. Pero este, en su violencia, golpeó la piedra que se cayó en sí mismo. Se dice que su cuerpo está todavía bajo la piedra.

## Demografía
| 886 | 901 | 1083 | 1977 | 2057 | 2044 |
| Para los censos de 1962 a 1999 la población legal corresponde a la población sin duplicidades (Fuente: INSEE [Consultar]) |     |      |      |      |      |

## Monumentos y lugares

### Monumentos
- Iglesia Saint-Méen

Data del siglo XIX pero la cruz situada a sus lados data del siglo XVI
- Casa solariega de la Hunaudière

Data del fin del siglo XVI. Pertenecía a las familias Haloret, de l'Estourbeillon, y luego du Guern. En el siglo XX, alojá religiosas y las escuela de la chicas de Talensac.
- Fuente Saint-Lunaire

La fuente, situada cerca del centro, tiene, según la tradición local, el poder de curar los ojos.

### Lugares
- Parque Eminescu

El parque Eminescu ofrece una vista increíble en la valle del Meu. Punto de partida de senderos, este parque tiene área de recreos y pícnic.
- El Grès Saint-Méen

Echa un vistazo arriba
- Circuito del estanque du Guern

Punto de partida en la esplanada Eminescu, tarda alrededor de 1h por 5 km.. Está balizado con flechas verdes. El recorrido tiene algunas pendientes bastante empinadas.
- Circuito de Trieneux, Val-Beuzet, Les Auriais.

Punto de partida en la esplanada Eminescu siguiendo las flechas rojas. El circuito tarda 2h45 por alrededor de 11,5 km. El circuito ofrece un panorama en Montfort-sur-Meu, en Bédée y Breteil. Estos arroyos y pequeñas cascadas animan el recorrido.
- Circuito de la Valle, Trieneuc, Les Auriais

El punto de partida es en las esplanada Eminescu en Talensac. El circuito hace 14 km por una duración de 3h 15. Está balizado con flechas azules y rojas. El paisaje ofrece un lindo panorama en los pueblos de Monterfil, Le Verger y Treffendel. Pero podemos ver también la ciudad de Rennes a lo lejos.
- Circuito del estanque de Carrouët

Punto de partida en la esplanada Eminescu. El recorrido hace alrededor de 4,5 km. por una duración de 1 h 10 min. El circuito no tiene dificultad.
- Antiguo castillo de la Bédoyère.[3]

## Apuntes y referencias
<references>
- Datos: Q230358
- Multimedia: Talensac / Q230358
- Guía turística: Talensac